# Rhombognathides seahami
Rhombognathides seahami is een mijtensoort uit de familie van de Halacaridae. De wetenschappelijke naam van de soort is voor het eerst geldig gepubliceerd in 1860 door Hodge.